# Ignacio Cecchini
Ignacio José Cecchini (Buenos Aires, 17 de marzo de 1996) es un compositor y pianista argentino.

## Primeros años en Argentina
Su iniciación musical se realizó a partir de su interés por el estudio de la guitarra, con lo que comenzó a interpretar obras de repertorio nacional como internacional. Pero enseguida su vocación lo condujo a desarrollar su interés musical por la composición y por el instrumento que adoptaría definitivamente: el piano.
Su primer concierto público tuvo lugar en su escuela secundaria cuando contaba con 13 años de edad, interpretando el primer movimiento de la sonata claro de luna de Beethoven.
A los 16 años presentó su misa para coro de solistas y órgano. Más tarde comenzó a transformar su lenguaje musical componiendo pequeñas obras para piano.
A los 18 años viajó a Nueva York, Estados Unidos, dirigió el coro “Vox in rama” interpretando una de las partes de su misa, el “Dona nobis pacem”. 
Decidió continuar los estudios de dirección de orquesta en Francia e Italia

## Obras

### Misa de angelis
- Kyrie (2012)
- Gloria (2012)
- Sanctus (2012)
- Benedictus (2012)
- Agnus Dei (2012)
- Dona nobis pacem (2013)

### Obras para piano
- The bike accident (2013)
- Time box (2013)
- The forest (2013)

Das Leid transzendieren (2018)
Segundo Nacimiento (2018)

### Música orquestal
- Away but close (2014)
- Hurt in Paradise (2015)

### Música de cámara
- Myself Again (2016)
- No ha de ser aún (2016)[2]